# E-poslovanje v Mehiki
Od ustanovitve v zgodnjih devetdesetih letih, se je e-poslovanje v Mehiki naglo povečalo in prodrlo v nekatere izmed najbolj dinamičnih sektorjev mehiškega gospodarstva. Kljub temu so postopek zavlekli številni dejavniki, ki vključujejo visoko stopnjo neformalnosti mehiškega gospodarstva, neenakomerna porazdelitev dohodka, tradicionalna nakupovalna kultura, prav tako pa tudi neenakomerna sistemska struktura poslovanja in nizka raven tehnološkega razvoja v podjetjih. Kljub temu se je e-poslovanje uveljavilo v Mehiki. Kritični nabor dejavnikov, ki omogoča delovanje, je prevladal nad domačo infrastrukturo, med drugim lahko opazimo večjo prisotnost multinacionalk, rastočo telekomunikacijsko industrijo, izboljšano telekomunikacijsko infrastrukturo v državi, oblikovanje osnovnega pravnega okvira in pojav bančništva in e-uprave. Vse kaže, da se bo takšno splošno ravnotežje ohranilo tudi v bližnji prihodnosti, tako da je razvoj e-trgovine v Mehiki trajen pojav, ki lahko sčasoma pripelje do vzpona gospodarstva, ki temelji na internetu in drugi podobni tehnologiji, ki ni namenjen samo oblikovanju "e-sektorja". 
Trg e-trgovine v Mehiki je v letu 2015 po ocenah Forbesa znašal 12 milijard ameriških dolarjev  mehiško internetno združenje AMIPCI pa 257,1 milijarde mehiških pesosev (približno 15,6 milijarde ameriških dolarjev).  To je predstavljalo 1,6–2% celotne prodaje na drobno v primerjavi s svetovnim povprečjem, ki je 7%.  
V državah v razvoju se je velik del zanimanja za internet preusmeril z neštetih nekomercialnih koristi na razvoj e-trgovine. Resnost, s katero mehiška podjetja in vlada obravnavajo potencial e-trgovine, kaže odločitev 27 podjetij, da ustanovijo Združenje Mexicana de Estándares para el Comercio Electrónico (AMECE). Leta 1999 je bilo z AMECE (2000) povezanih že več kot 15.000 podjetij. 
Največji tekmec na mehiškem trgu e-trgovine je amazon.com.mx. Trgovina je leta 2020 imela prihodke v višini 1,4 milijarde ameriških dolarjev. Sledi ji liverpool.com.mx s 655 milijoni ameriških dolarjev prihodka in coppel.com s 598 milijoni ameriških dolarjev prihodkov. Vse tri glavne trgovine v Mehiki predstavljajo 15% spletnih prihodkov. 

## Značilnosti trga
Elektronsko poslovanje poteka preko spleta in aplikacij, pa tudi prek aplikacij WhatsApp,  Facebook Messenger (v nekaterih primerih z uporabo chatbotov) in potencialnih strank, ustvarjenih na družbenih omrežjih.
Leta 2016 je bilo ocenjeno, da ima 70% Mehičanov dostop do interneta. Obseg e-trgovine se je od leta 2009 do 2015 povečal za 900%. 
Medtem ko se za plačila uporabljajo debetne in kreditne kartice, je pomemben način plačila tudi gotovina, saj skoraj polovica Mehičanov z gotovino plača nakupe iz e-trgovin. Transakcija se zaključi preko spleta, spletno mesto pa vsebuje referenčno številko, ki jo mora stranka skupaj z gotovino predati v trgovino, supermarket ali banko, ki sprejema gotovino, in ki zaračuna provizijo. 

## Združenja
Organizacije vključujejo Asociación de Internet.mx (prej AMIPCI),  in AMVO (Asociación Mexicana de la Venta Online)  ki organizira letno prodajo "HotSale", ki je prodaja preko trgovinskih kanalov, dostopna širokem spektru mehiških trgovcev.

## Industrija

### Trgovci na drobno
Večinski delež trgovine z oblačilih ima v lasti Liverpool, MercadoLibre in Privalia . Trgovina z živili priprada predvsem trgovinam Walmart, Superama in Soriana . Vodilni v elektroniki so MercadoLibre, Amazon Mexico in Linio, slednje je prvotno lansiral Rocket Internet .  Med vodilnimi pri izboljšanju stanovanj je tudi The Home Depot .

### Dostava
Rappi, Cornershop in Mercadoni dostavljajo živila različnih trgovcev (v nekaterih primerih tekmujejo svojimi lastnimi dostavnimi službami), medtem pa Sin Delantal in Uber Eats pa dostavljajo hrano iz restavracij. 

### Prevoz
Uber in Cabify sta glavna tekmeca v tem segmentu,  medtem ko imajo vse štiri največje mehiške letalske družbe Aeroméxico, Volaris, Interjet in Viva Aerobús zelo enakovreden delež v svojem segmentu.  Zadnje čase je zlasti Aeroméxico s svojo digitalno preobrazbo ojačal svoj poslovni model, ki je  prodajo in storitve razširil skozi klepetalnico na Facebook Messengerju . 

### Zabava
Netflix in Claro Video ter Blim so vodilni ponudniki filmov in serij v Mehiki.  Medtem Spotify prevladuje na področju glasbe.

## Startup podjetja
Začetni inkubatorji / pospeševalniki, kot sta MassChallenge in Plug and Play, sta prisotna med mehiškimi programi  WeWork in lokalne alternative pa zagotavljajo pisarniški prostor. Mnoga podjetja imajo inovacijske programe, med njimi Nestlé,  Scotiabank  in Aeroméxico .   INADEM, Instituto Nacional para el Emprendedor (Nacionalni inštitut za podjetnike), ki je del ministrstva za gospodarstvo, nudi podporo startupom. 